# Друк (мифология)

Флаг Бутана

Друк (дзонг-кэ འབྲུག་, вайли ʼbrug, лат. druk — громовой дракон) — персонаж бутанской мифологии; национальный символ Бутана.

Друк

Изображён на флаге Бутана держащим драгоценность, символизирующую богатство. На языке Дзонг-кэ Бутан называется Друк Юл — Драконья земля, король Бутана, соответственно, зовётся Друк Гьялпо, драконий король. Во время «тренировочных» выборов в 2007 году, предварявших реальные выборы в национальную ассамблею Бутана в 2008 году, все четыре «партии» назывались «Цветная партия Дракона», при этом каждая партия имела отдельный цвет. Название национального гимна Бутана — Друк Ценден — переводится как «Королевство громогласного дракона».

## Примечание
1. ↑  About Bhutan :: Bhutan Footprints Travel & Adventure Архивировано 27 февраля 2010 года.